# 苏溪站
苏溪站是中国浙江省义乌市的一座甬金铁路货运站，位于苏溪镇东部，上大路村、新厅村、下屋村之间。车站最初规划为会让站，设基本站台1座，到发线4条，后改为货运站，新建货运中心设到发线兼调车线6条，装卸线6条。苏溪站于2023年12月31日开通运营。